# George Cattanach
George James Cattanach (født 25. juli 1878, død 29. januar 1954) var en canadisk lacrossespiller, som deltog OL 1904 i St. Louis.
Cattanach var i mange år en af stjernerne på Shamrock Lacrosse Club i Montreal med hvilken, han var med til at vinde mange nationale turneringer. Senere skiftede han til Shamrock Lacrosse Club i Winnipeg, inden han i 1904 krydsede grænsen for at spille for en klub i St. Paul, Minnesota. Han stillede dog op en sidste gang for sit hold i Winnipeg til OL 1904 i St. Louis.
Fire hold var meldt til turneringen ved OL, to canadiske og to amerikanske, men det amerikanske hold fra Brooklyn Crescents blev udelukket, da de havde betalte spillere på holdet. Shamrock-holdet gik direkte i finalen, hvor de mødte det amerikanske hold fra St. Louis Amateur Athletic Association. Shamrock vandt kampen klart med 8-2.
Cattanach var ud over lacrosse også aktiv i atletik. Han havde således en personlig rekord på 10,5 sekunder i 100 yards-løb.